# Olympische Jugend-Sommerspiele 2014/Teilnehmer (Niederlande)
| Gelbes Symbol für Goldmedaillen mit stilisierten Olympischen Ringen | Graues Symbol für Silbermedaillen mit stilisierten Olympischen Ringen | Braundes Symbol für Bronzemedaillen mit stilisierten Olympischen Ringen |
| ------------------------------------------------------------------- | --------------------------------------------------------------------- | ----------------------------------------------------------------------- |
| 1                                                                   | 4                                                                     | 5                                                                       |

Die niederländische Jugend-Olympiamannschaft für die II. Olympischen Jugend-Sommerspiele vom 16. bis 28. August 2014 in Nanjing (Volksrepublik China) bestand aus 41 Athleten.

## Athleten nach Sportarten

### Badminton
| Mädchen - Alida Chen | Jungen - Alex Vlaar |

### Basketball
Mädchen
- Charlotte van Kleef
Bronze  Mannschaft 3×3
- Esther Fokke
Bronze  Mannschaft 3×3
- Fleur Kuijt
Bronze  Mannschaft 3×3
- Janis Ndiba
Bronze  Mannschaft 3×3

### Bogenschießen
Jungen
- Jan van Tongeren

### Golf
| Mädchen - Marit Harryvan | Jungen - Lars Keunen |

### Hockey
Mädchen
- Silber
- Karlijn Adank
- Elin van Erk
- Michelle Fillet
- Kyra Fortuin
- Maxime Kerstholt
- Frédérique Matla
- Marijn Veen
- Carmen Wijsman
- Ginella Zerbo

### Judo
| Mädchen - Lisa Mullenberg Gold Mannschaft | Jungen - Frank de Wit Bronze Klasse bis 81 kg |

### Radsport
| Mädchen - Viviana van Hees - Lotte Eikelenboom | Jungen - Niek Kimman Bronze Mannschaftswettbewerb - Wiebe Scholten Bronze Mannschaftswettbewerb |

### Reiten
Mädchen
- Lisa Nooren auf For The Sun
Gold  Springen Mannschaft

### Schwimmen
| Mädchen - Kim Busch - Esmee Bos - Robin Neumann - Maaike de Waard Gold 50 Meter Rücken | Jungen - Laurent Bams - Mathys Goosen Bronze 50 Meter Schmetterling - Kyle Stolk Silber 200 Meter Freistil |

### Segeln
| Mädchen - Odile van Aanholt Silber Byte CII - Aimee van 't Hoff | Jungen - Scipio Houtman - Lars van Someren Bronze Windsurfen (Techno 293) |

### Taekwondo
Jungen
- Machario Patti
- Fahd Zaouia
- Nabil Ennadiri
Bronze  Klasse bis 63 kg

### Triathlon
Mädchen
- Kirsten Nuyes

### Turnen
Mädchen
- Isa Maassen